# Enzo Mari
Enzo Mari (Novara, 27 april 1932 - 19 oktober 2020) was een Italiaanse modernistisch ontwerper.

## Biografie
Mari studeerde tussen 1952 tot 1956 aan de Accademia di Brera in Milaan. Hij ontwierp vele meubels met een eenvoudige arts en craft insteek.
Enzo Mari maakte een varia van meubels tot speelgoed onder andere voor de designfabrikant Danese Milano, keramiek voor Gabbianelli en meubels voor Driade.
Daarnaast gaf hij ook les aan de Accademia Carrara, de Universiteit van Parma en de Politecnico di Milano. Hij publiceerde ook enkele boeken, waaronder een prentenboek voor kinderen.

## Erkentelijkheden
- 1967 - Compasso d'Oro Award[3]
- 1979 - Compasso d'Oro Award voor de stoel "Delfina"
- 1987 - Compasso d'Oro Award voor de stoel "Tonietta"[4]
- 2001 - Compasso d'Oro Award voor de tafel "Legato"[5]
- 2000 - drager van de titel Royal Designers for Industry[6]
- 2002 - Eredoctor in Industrial Design van de Politecnico di Milano[7]
- 2011 - Compasso d'Oro Career Award[8]

- Biblioteca Nacional de España: XX1780700
- Bibliothèque nationale de France: cb126577422 (data)
- Catàleg d'autoritats de noms i títols de Catalunya: 981058615678806706
- CiNii: DA06107732
- Gemeinsame Normdatei: 118899570
- International Standard Name Identifier: 0000 0001 2148 0443
- KulturNav: 9cf322d8-89d6-40e4-91be-32c8f8d40613
- Library of Congress Control Number: n50040792
- Bibliotheek van het Japanse parlement: 00448832
- Nationale Bibliotheek van Tsjechië: xx0146511
- Nationale bibliotheek van Australië: 35327895
- Nationale Bibliotheek van Israël: 987007506114705171
- Nederlandse Thesaurus van Auteursnamen: 069724601
- RKD-Nederlands Instituut voor Kunstgeschiedenis: 52590
- Istituto Centrale per il Catalogo Unico: CFIV000240
- SNAC: w6rk2fgx
- Système universitaire de documentation: 085845833
- Trove: 913165
- Union List of Artist Names: 500007076
- Virtual International Authority File: 112227386
- WorldCat: E39PBJbWC6yrFGbKKcpFRbvPwC